# Marie Hektor
Marie Hektor, född 26 oktober 1956 i Jönköping, död 17 december 2024 i Tidö, Västerås, var en svensk konstnär verksam i Västerås. 

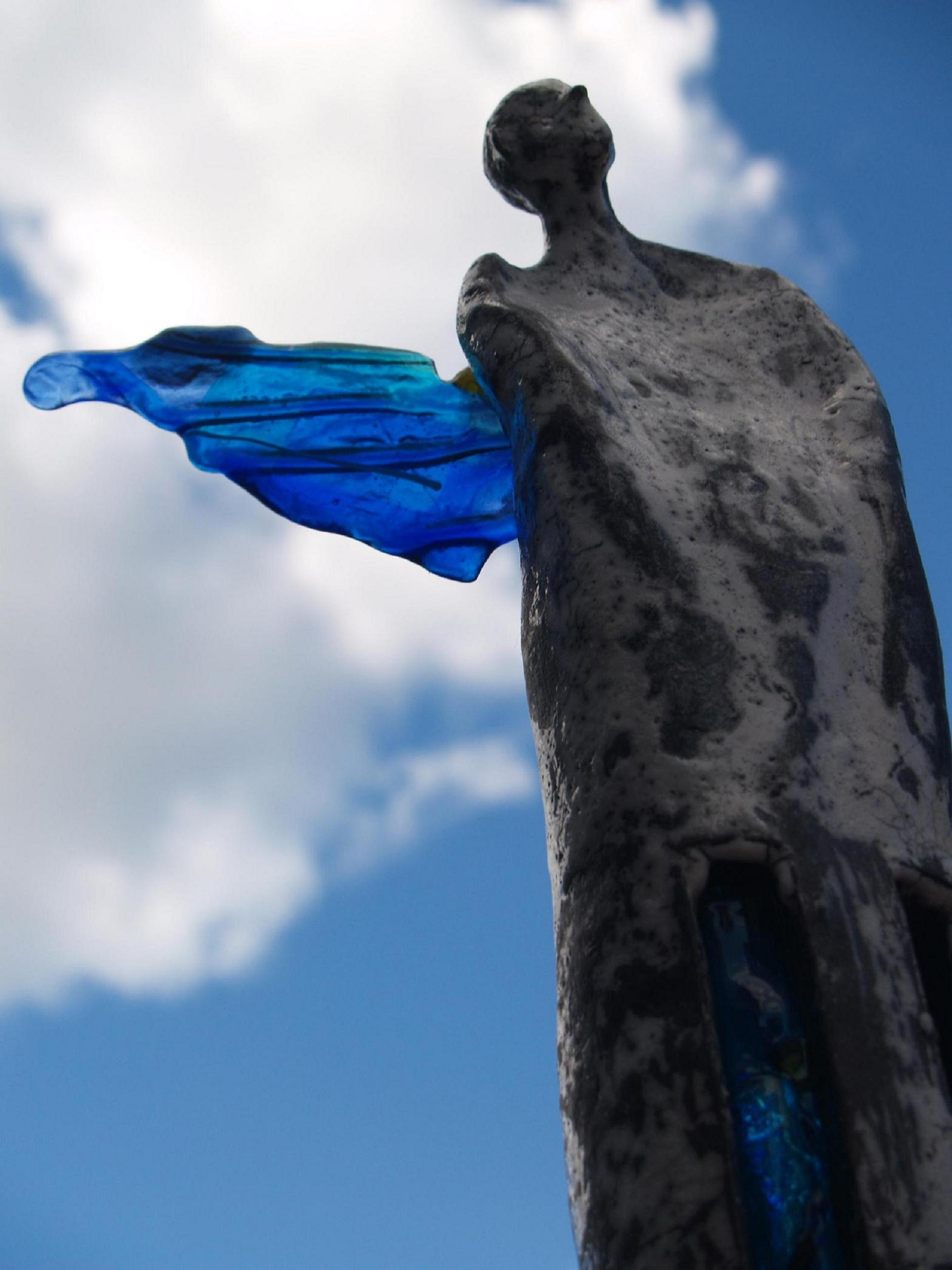
Budbäraren, skulptur i lera och glas.

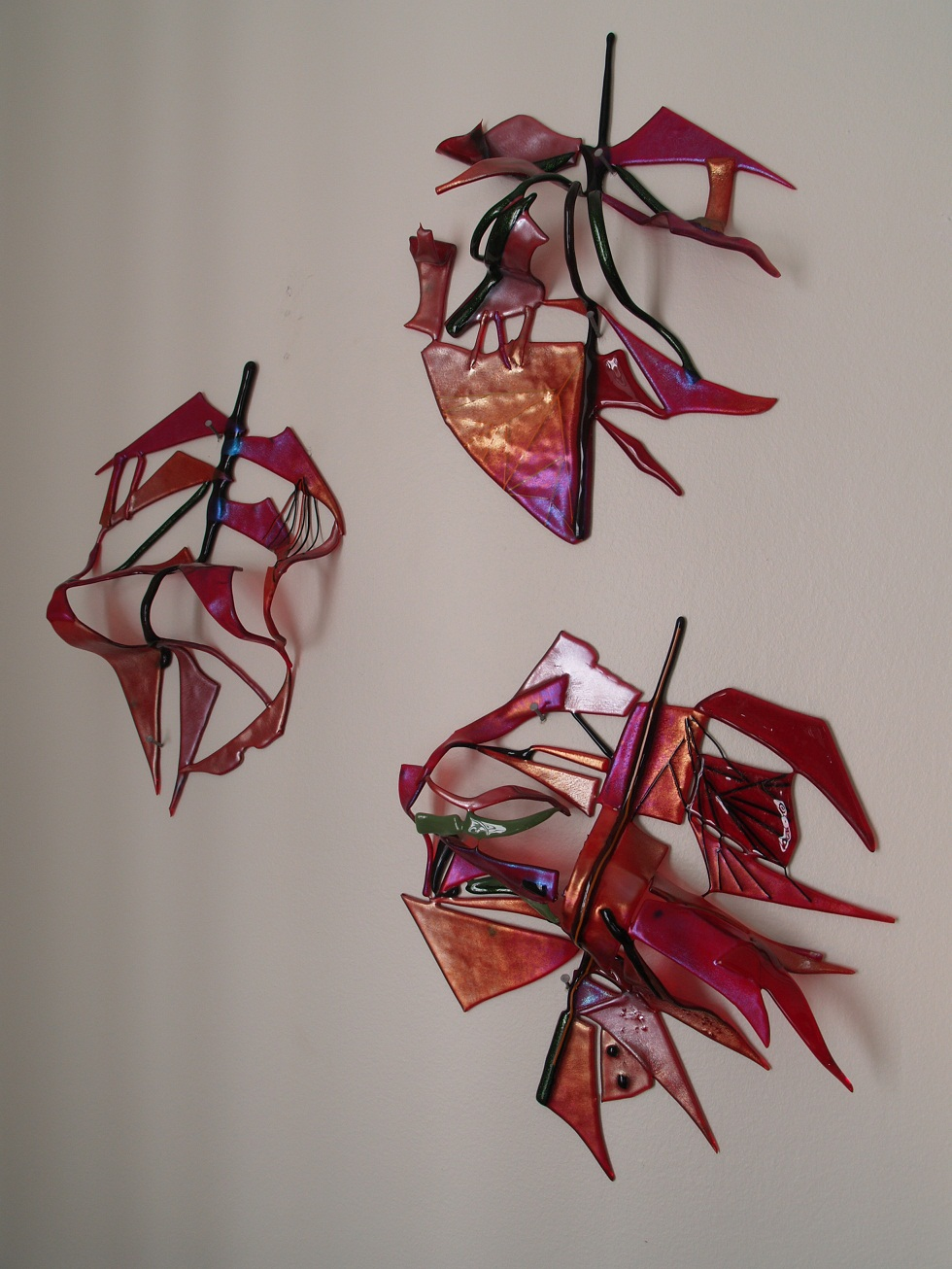
Glaslöv.

## Biografi
Hektor arbetade professionellt med konstglas, skulptur/raku och bildkonst sedan 1987. Hon hade sin utbildning från bland annat Konst- och Miljöskolan i Sundsvall 1985 - 86, Ålsta konstskola, Fränsta, 1986 - 87, Industriell keramisk formgivningsutbildning vid Iföverkens Industrimuseum i Bromölla 1999 samt Skulpturutbildning med tyngspunkt på Raku vid The Village of Art Kadyny, Elbag i Polen.
Hektor hade under många år sin ateljé och ett litet intimt galleri i ett hus benämnt Himmelriket i den historiska miljön kring Tidö slott. Hon verkade också som pedagogisk konstnärlig handledare i måleri, glas och skulptur samt anordnade egna kurser och workshops. 
Sina motiv hittade Hektor i naturen, mytologiens värld och i det sakrala. Med sin konst ville hon förmedla en inre ro och ett lugn, som ger utrymme för reflexion. 

## Offentlig utsmyckning
- Arboga kommun,
- Västerås Konstmuseum,
- Länsstyrelsen i Västmanland,
- Västerås kommun,
- Västerås Domkyrka,
- Karlshamns kommun,
- Västerfärnebo kyrka-Sala kommun,
- Mor Olivia Gården Ronneby Kulturcentrum,
- Heby kommun,
- Avesta kommun,
- Bygdegårdarnas Riksförbund,
- Riksföreningen Våra Gårdar,
- Riksorganisationen Folkets Hus och Parker.

## Utställningar
Separata, jurybedömda och samlingsutställningar sedan 1987 på 150-tal gallerier och konsthallar och museer runt om i Sverige.

### Utställningar utomlands
- 1992 Frankrike Arbois Rådhus,
- 1996 Norge Kristiansand, Skien och Tonsborg - Jurybedömd akvarellsalong,
- 2000 Polen Mikolaj Kopernik Museum in Frombork,
- 2004 Tyskland Stade in der Seminarturnhalle,
- 2013 Spanien Barcelona ADA Art,
- 2021 Frankrike Art Sacré de Compiégne.

## Stipendium
- 1992 Västerås Kommuns Kulturstipendium,
- 1992 TBV Resestipendium till Arbois Frankrike,
- 1999 Blekinge Landstings Kulturstipendium,
- 2005 Västmanlands Landstings Kulturstipendium.